# Книга року BBC
«Книга року BBC» (англ. BBC Book of the Year) — літературна нагорода українськомовним літературним творам, яку щорічно присуджує редакція BBC News Україна за найкращу українськомовну книгу видану упродовж календарного року до дати оголошення конкурсу. 2005 року вперше в Україні було оголошено про старт щорічної літературної премії «Книга року ВВС», а вручення нагороди відбулося у лютому 2006. Члени журі обирають довгий та короткий список номінантів. Автор-переможець премії отримує еквівалент 1 000 британських фунтів у гривнях.
З 2012 року премія оголошується у двох категоріях: «Книга року BBC» та «Дитяча книга року BBC»: нову, дитячу категорію було оголошено в вересні 2012 року у співпраці з Культурною програмою Європейського банку реконструкції та розвитку (ЄБРР). З 2018 року премія оголошується у трьох категоріях: «Книга року BBC», «Дитяча книга року BBC» та «Книга року BBC — Есеїстика».
З 2017 року до конкурсу допускають «будь-яке повнорозмірне видання художньої прози українською мовою або мовою інших народів, які проживають на території України, у перекладі на українську». До 2017 року до конкурсу допускалися лише прозові твори українською мовою (а не у перекладі українською мовою). Український літературний критик Євгеній Стасіневич припустив, що редакція BBC News Україна це правило ввела з прицілом на Андрія Куркова, який більшість своїх творів пише російською і відповідно раніше не потрапляв до конкурсу, мета якого знайти найкращі українськомовні літературні твори року.

## Правила[7]

### Умови та критерії
Премія вручається у трьох основних категоріях:
- «Книга року BBC»: для прозових художніх творів.
- «Дитяча Книга року BBC»: присвячена прозі для наймолодших читачів.
- «Книга року BBC — Есеїстика»: відзначає найкращі художні та філософські есеї.

Кожен переможець у цих категоріях отримує грошову винагороду, еквівалентну 1000 фунтам стерлінгів у гривневому еквіваленті. Важливо зазначити, що ця сума не розподіляється між кількома авторами.

### Порядок відбору та умови участі
Українські видавництва мають можливість висувати до трьох книг у кожній номінації. До розгляду приймаються повнорозмірні прозові твори та есеї. Це можуть бути як оригінальні твори українською мовою, так і переклади з інших мов народів України. Конкурс не допускає творів, що пропагують екстремізм, розпалюють ненависть або містять подібний заборонений контент. Автори, чиї книги вже перемагали у попередні роки, можуть подавати свої нові роботи.
Процедура визначення переможців складається з кількох етапів:
- Формування «довгого списку»: Цей перелік складають члени журі премії.
- Визначення «короткого списку» (шортліста): З довгого списку обирається до п'яти найкращих книг у кожній номінації.
- Обрання переможця: Переможця в кожній категорії обирають більшістю голосів членів журі.

Загальне керівництво конкурсом та формування складу журі здійснюється BBC News Україна.
Ключові критерії для книг, що беруть участь у конкурсі:
- Видання: Книга повинна мати тираж не менше 1000 примірників і бути доступною для придбання на момент оголошення довгого списку.
- Час публікації: Твір має бути виданий у період, визначений організаторами, що передує року проведення конкурсу.
- Вік та життєвий статус автора: На момент оголошення конкурсу автору має виповнитися 18 років, і він повинен бути живим.
- Зміст та законність: Твір має бути оригінальним, не порушувати авторські права третіх осіб, а також не містити наклепів чи закликів до ворожнечі.
- Незалежна оцінка: Кожна з трьох номінацій оцінюється окремо.
- Конфлікт інтересів: Співробітники BBC, пов'язаних компаній, їхні близькі родичі, а також особи, залучені до процесу відбору переможців, не можуть брати участь у конкурсі.

Журі оцінює роботи за такими показниками:
- Майстерність та якість написання.
- Індивідуальність, винахідливість та креативність.
- Здатність автора зацікавити читача та утримувати його увагу протягом усієї розповіді.
- Особлива увага також приділяється творам, які висвітлюють питання соціальної, расової та етнічної рівності.

### «Читацька премія BBC»
Одночасно з основними номінаціями проводиться «Конкурс читацьких рецензій». Автор найкращої рецензії на книгу з короткого списку отримує відзнаку «Читач року BBC» та електронну книгу. До участі в конкурсі рецензій запрошуються резиденти України (за винятком авторів книг з короткого списку), які можуть подавати рецензії обсягом 500—1000 слів українською мовою. Важливо, що використання інструментів штучного інтелекту для написання рецензій заборонено. Переможця обирає команда BBC News Україна.

### Процедура для видавництв
Для участі видавництва спочатку подають електронні версії книг. Якщо книга потрапляє до довгого списку, видавництво запрошують надати друковані примірники. Книги, які увійшли до короткого списку, отримують право використовувати офіційний логотип премії «Книга року BBC» у подальших виданнях, за умови схвалення від BBC.

## Журі

### Склад журі різних років
У різні роки членами журі премії були

:
| 2005—2007, 2010—2024 | Віра Агеєва, професорка НаУКМА                                                                      |
| 2005—2024            | Світлана Пиркало, багаторічна координаторка журі Книга року BBC, нині радниця ЄБРР з питань культур |
| 2005, 2006           | Костянтин Родик, головний редактор газети «Книжник-review»                                          |
| 2005, 2006           | Іван Малкович, видавець, письменник                                                                 |
| 2005, 2006           | Володимир Цибулько, письменник, народний депутат України 4-го скликання                             |
| 2006, 2007           | Сергій Васильєв, кінокритик та культуролог газет «Столичные новости» та «Коммерсантъ Украина»       |
| 2006                 | Юрій Винничук, письменник                                                                           |
| 2007                 | Сергій Жадан, письменник                                                                            |
| 2007                 | Олександр Ірванець, письменник                                                                      |
| 2008—2011            | Андрій Куликов, ведучий телеканалу ICTV                                                             |
| 2008—2019            | Ольга Герасим'юк, народна депутатка України 5-го та 6-го скликань, телеведуча                       |
| 2008                 | Богдан Бенюк, актор                                                                                 |
| 2008                 | Марічка Бурмака, співачка                                                                           |
| 2009                 | Кузьма, співак, телеведучий, письменник                                                             |
| 2009                 | Мирослав Попович, директор Інституту філософії НАН України                                          |
| 2010, 2011           | Ірина Славінська, літературна критикиня інтернет-видання «Українська правда»                        |
| 2012—2014            | Ніна Кур'ята, до 1 серпня 2019 року головна редакторка BBC Україна                                  |
| 2012                 | Павло Солодько, журналіст інтернет-видання «Українська правда»                                      |
| 2012                 | Ростислав Семків, директор видавництва «Смолоскип»                                                  |
| 2013, 2014           | Тарас Федюк, письменник                                                                             |
| 2015—2024            | Марта Шокало, з 26 вересня 2019 року головна редакторка «BBC News Україна»                          |
| 2015                 | Юрій Володарський, літературний критик, публіцист. Книжковий оглядач журналу «ШО»                   |
| 2016                 | Андрій Курков, український письменник                                                               |
| 2017—2019            | Віталій Жежера, журналіст, письменник                                                               |
| 2017—2019            | Тарас Лютий, філософ, письменник                                                                    |
| 2020—2022            | Вадим Карп'як, телеведучий                                                                          |
| 2020—2024            | Віталій Чепинога, блогер                                                                            |
| 2023—2024            | Віталій Чернецький, професор Канзаського університету                                               |

## Лауреати нагороди
| Рік  | Автор                                                                | Твір                                                     | Видавництво                |
| ---- | -------------------------------------------------------------------- | -------------------------------------------------------- | -------------------------- |
| 2005 | Юрій Винничук                                                        | «Весняні ігри в осінніх садах»                           | «Піраміда»                 |
| 2006 | Сергій Жадан                                                         | «Капітал»                                                | «Фоліо»                    |
| 2007 | Володимир Діброва                                                    | «Андріївський узвіз»                                     | «Факт»                     |
| 2008 | Люко Дашвар                                                          | «Молоко з кров'ю»                                        | «Клуб Сімейного Дозвілля»  |
| 2009 | Юрій Іздрик                                                          | «Таке»                                                   | «Клуб Сімейного Дозвілля»  |
| 2010 | Сергій Жадан                                                         | «Ворошиловград»                                          | «Фоліо»                    |
| 2011 | Володимир Рутківський                                                | «Сині води»                                              | «Темпора»                  |
| 2012 | Юрій Винничук                                                        | «Танґо смерті»                                           | «Фоліо»                    |
| 2012 | Леся Воронина                                                        | «Таємне Товариство Боягузів, або Засіб від переляку № 9» | «Грані-Т»                  |
| 2013 | Ярослав Мельник                                                      | «Далекий простір»                                        | «Клуб Сімейного Дозвілля»  |
| 2013 | Мар'яна Прохасько, Тарас Прохасько                                   | «Хто зробить сніг?»                                      | «Видавництво Старого Лева» |
| 2014 | Софія Андрухович                                                     | «Фелікс Австрія»                                         | «Видавництво Старого Лева» |
| 2014 | Катя Штанко                                                          | «Дракони, вперед!»                                       | «А-ба-ба-га-ла-ма-га»      |
| 2014 | Сергій Жадан                                                         | «Ворошиловград» (найкраща книга десятиліття)             | «Фоліо»                    |
| 2015 | Василь Махно                                                         | «Дім у Бейтінґ Голлов»                                   | «Видавництво Старого Лева» |
| 2015 | Андрій Бачинський                                                    | «140 децибелів тиші»                                     | «Видавництво Старого Лева» |
| 2016 | Таня Малярчук                                                        | «Забуття»                                                | «Видавництво Старого Лева» |
| 2016 | Галина Ткачук                                                        | «Тринадцять історій у темряві»                           | «Темпора»                  |
| 2017 | Катерина Калитко                                                     | «Земля Загублених, або Маленькі страшні казки»           | «Видавництво Старого Лева» |
| 2017 | Анна Коршунова                                                       | «Комп і компанія»                                        | «Час майстрів»             |
| 2018 | Юрій Андрухович                                                      | «Коханці юстиції»                                        | «Meridian Czernowitz»      |
| 2018 | Сашко Дерманський                                                    | «Мері»                                                   | «А-ба-ба-га-ла-ма-га»      |
| 2018 | Андрій Бондар                                                        | «Церебро»                                                | «Видавництво Старого Лева» |
| 2019 | Тамара Горіха Зерня                                                  | «Доця»                                                   | «Білка»                    |
| 2019 | Володимир Арєнєв                                                     | «Сапієнси»                                               | «Ранок»                    |
| 2019 | Тарас Прохасько                                                      | «Так, але…»                                              | «Meridian Czernowitz»      |
| 2020 | Сергій Сергійович Saigon (переклад з російської: Вікторія Назаренко) | «Юпак»                                                   | «Білка»                    |
| 2020 | Уляна Чуба                                                           | «Мед і Паштет — фантастичні вітрогони»                   | «А-ба-ба-га-ла-ма-га»      |
| 2020 | Оксана Забужко                                                       | «Планета Полин»                                          | «Комора»                   |
| 2021 | Артем Чех                                                            | «Хто ти такий?»                                          | «Meridian Czernowitz»      |
| 2021 | Петро Яценко                                                         | «Союз Радянських Речей»                                  | «Портал»                   |
| 2021 | Андрій Содомора                                                      | «Про що писати…»                                         | «Апріорі»                  |
| 2022 | Андрій Сем'янків (MED GOblin)                                        | «Танці з кістками»                                       | «Віхола»                   |
| 2022 | Андрій Бачинський                                                    | «Примари Чорної діброви»                                 | «Видавництво Старого Лева» |
| 2022 | Павло Казарін                                                        | «Дикий Захід Східної Європи»                             | «Vivat»                    |
| 2023 | Євгенія Кузнєцова                                                    | «Драбина»                                                | «Видавництво Старого Лева» |
| 2023 | Іван Малкович                                                        | «Анна Ярославна: Київська князівна — королева Франції»   | «А-ба-ба-га-ла-ма-га»      |
| 2023 | Ростислав Семків                                                     | «Пригоди української літератури»                         | «Темпора»                  |
| 2024 | Юлія Ілюха                                                           | «Мої жінки / My women»                                   | «Білка»                    |
| 2024 | Грася Олійко                                                         | «І ніякі це не вигадки!»                                 | «А-ба-ба-га-ла-ма-га»      |
| 2024 | Юрій Рокецький                                                       | „«Всьо чотко!». Сергій Кузьмінський і «Брати Гадюкіни»“  | «Наш Формат»               |

## Переможці та фіналісти номінацій

Логотип "Книги року Бі-Бі-Сі 2015

У таблиці зазначені переможці і номінанти на премію, які брали участь у фінальному етапі голосування (ввійшли в короткий список нагороди). Рік відповідає року проведення «Книга року BBC» на якому винагорода видавалась, роман зазвичай був опублікований в попередньому році.
- Переможець та співпереможець-перекладач українською, у випадку коли першоджерело-роман виданий не українською і відповідно саме переклад українською є претендентом на премію, а не іншомовне першоджерело

### Книга року BBC— 2005
Загалом аудиторія Бі-Бі-Сі Україна надіслала у 2005 році листи із назвами 38 книжок, з яких до довгого списку у номінації «Книга року BBC — 2005» експерти BBC Україна відібрали 33 видання.  Після голосування аудиторії Бі-Бі-Сі Україна та обговорення журі, до короткого списку потрапило наступні 5 книжок:
- Юрій Винничук «Весняні ігри в Осінніх Садах» —  переможець[32]
- Ірена Карпа «Фройд би плакав»
- Тарас Прохасько «З цього можна зробити кілька оповідань»
- Оксана Забужко «Друга спроба»
- Ірен Роздобудько «Він: ранковий прибиральник. Вона: Шості двері»

### Книга року BBC— 2006
Загалом аудиторія Бі-Бі-Сі Україна надіслала у 2006 році листи із назвами понад 60 книжок, з яких до довгого списку у номінації «Книга року BBC — 2006» експерти BBC Україна відібрали 45 видань. Після голосування аудиторії Бі-Бі-Сі Україна та обговорення журі, до короткого списку потрапило наступні 6 книжок:
- Юрій Андрухович «Диявол ховається в сирі» (прим.: згодом був вилучений з короткого списку членами журі, на прохання автора[35])
- Лариса Денисенко «Танці в масках»
- Любко Дереш «Намір!»
- Отар Довженко «Квітослава»
- Сергій Жадан «Капітал» —  переможець[36]
- Таня Малярчук «Згори вниз»

### Книга року BBC— 2007
У 2007 році керівництво конкурсу додало нову премію за «Найкращу читацьку рецензію BBC». До короткого списку у номінації «Книга року BBC — 2007», що відбирався з 16 видань, увійшли такі твори:
- Софія Андрухович «Сьомга»
- Любко Дереш «Трохи пітьми»
- Володимир Діброва «Андріївський узвіз» —  переможець[39]
- Марія Матіос «Майже ніколи не навпаки»
- Сашко Ушкалов «БЖД».

### Книга року BBC— 2008
До короткого списку у номінації «Книга року BBC — 2008», що відбирався з 26-и видань, увійшли такі твори:
- Михайло Бриних «Шахмати для дибілів»
- Леся Воронина «Нямлик і балакуча квіточка»
- Люко Дашвар «Молоко з кров'ю» —  переможець[45]
- Лариса Денисенко «Сарабанда банди Сари»
- Марія Матіос «Москалиця»

### Книга року BBC— 2009
Бі-Бі-Сі Україна оголосила про початок прийому заявок на конкурс 2009 року 5 серпня 2009 року. До короткого списку у номінації «Книга року BBC — 2009», що відбирався з 31 видання, увійшли такі твори:
- Юрій Винничук «Легенди Львова. Книга друга»
- Юрій Іздрик «Таке» —  переможець[50][51]
- Олесь Ільченко «Місто з химерами»
- Галина Пагутяк «Урізька готика»
- Володимир Рутківський «Джури-характерники»

### Книга року BBC— 2010
Бі-Бі-Сі Україна оголосила про початок прийому заявок на конкурс 2010 року 14 вересня 2010 року. До короткого списку у номінації «Книга року BBC — 2010», що відбирався з 11 видань, увійшли такі твори:
- Юрій Винничук «Груші в тісті»
- Анатолій Дністровий «Дрозофіла над томом Канта»
- Сергій Жадан «Ворошиловград» —  переможець[55][56]
- Оксана Забужко «Музей покинутих секретів»
- Володимир Лис «Століття Якова»

### Книга року BBC— 2011
До короткого списку у номінації «Книга року BBC — 2011», що відбирався з 32-и видань, увійшли такі твори:
- Тарас Антипович «Хронос»
- Галина Вдовиченко «Бора»
- Антон Санченко «Нариси бурси»
- Володимир Рутківський «Сині води» —  переможець[59]
- Артем Чапай «Подорож із Мамайотою в пошуках України»

### Книга року BBC— 2012
У 2012 році керівництво конкурсу додало нову премію за найкращу «Дитячу Книгу року BBC». До короткого списку у номінації «Книга року BBC — 2012», що відбирався з 20 видань, увійшли такі твори:
П'ятірка книг-фіналістів «дорослого» списку:
- Юрій Винничук «Танго смерті»  переможець
- Андрій Кокотюха «Червоний»
- Таня Малярчук «Біографія випадкового чуда»
- Дзвінка Матіяш «Історії про троянди, дощ і сіль»
- Ярослав Мельник «Телефонуй мені, говори зі мною»

До короткого списку у номінації «Дитяча Книга року BBC — 2012», що відбирався з-поміж 8 видань, увійшли такі твори:
- Іван Андрусяк «Вісім днів із життя Бурундука»
- Леся Воронина «Таємне Товариство Боягузів та Брехунів»  переможець
- Світлана Прудник «Як знайшлися літери»
- Володимир Рутківський «Сторожова застава»
- Оксана Сайко «Новенька та інші історії»

### Книга року BBC— 2013
До короткого списку у номінації «Книга року BBC — 2013», що відбирався з 20-и видань, увійшли такі твори:
- Юрій Макаров «За чверть десята»
- Ярослава Мельника «Далекий простір» —  переможець[65][66]
- Наталки Сняданко «Фрау Мюллер не налаштована платити більше»

До короткого списку у номінації «Дитяча Книга року BBC — 2013», що відбирався з-поміж 13 видань, увійшли такі твори:
- Галина Вдовиченко «Ліга непарних шкарпеток»
- Олександр Гаврош «Розбійник Пинтя у заклятому місті»
- Сергій Гридін «Не такий»
- Мар'яна Прохасько, Тарас Прохасько «Хто зробить сніг» —  переможець[65][66]
- Ірен Роздобудько «Арсен»

### Книга року BBC— 2014
У 2014 році вперше вручали «Книга десятиліття BBC». До короткого списку у номінації «Книга року BBC — 2014», що відбирався з 22 видань, увійшли такі твори:
- Софія Андрухович «Фелікс Австрія»  —  переможець[71][72]
- Сергій Жадан «Месопотамія»
- Андрій Кокотюха «Повний місяць»
- Ярослав Мельник «Чому я не втомлююся жити»
- Артем Чапай «Червона зона»

До короткого списку у номінації «Дитяча Книга року BBC — 2014», що відбирався з-поміж 11 видань, увійшли такі твори:
- Катя Штанко «Дракони, вперед!»  —  переможець[71][72]
- Олександр Зубченко «Перемагаючи долю»
- Дзвінка Матіяш «День Сніговика»
- Мар'яна Прохасько, Тарас Прохасько «Куди зникло море»
- Зірка Мензатюк «Як я руйнувала імперію»

### Книга року BBC— 2015
До короткого списку у номінації «Книга року BBC — 2015», що відбирався з 15 видань, увійшли такі твори:
- Василь Махно «Дім у Бейтінґ Голлов» —  переможець[76]
- Юрій Винничук «Аптекар»
- Андрій Любка «Карбід»
- Артем Чапай «Понаїхали»
- Валерій Шевчук «Порослий кульбабами дворик»

До короткого списку у номінації «Дитяча Книга року BBC — 2015», що відбирався з-поміж 8 видань, увійшли такі твори:
- Андрій Бачинський «140 децибелів тиші» —  переможець[76]
- Оксана Лущевська «Мені не потрапити до "Книги рекордів Гіннеса"»
- Антон Сіяника «Івасик Телесюк»

### Книга року BBC— 2016
До короткого списку у номінації «Книга року BBC — 2016», що відбирався з 14 видань, увійшли такі твори:
- Брати Капранови «Забудь-річка»
- Макс Кідрук «Зазирни у мої сни»
- Мирослав Лаюк. «Баборня»
- Таня Малярчук «Забуття» —  переможець[79]
- Ярослав Мельник «Маша, або Постфашизм»

До короткого списку у номінації «Дитяча Книга року BBC — 2016», що відбирався з-поміж 13 видань, увійшли такі твори:
- Юрій Винничук «Лежень»
- Оксана Лущевська «Вітер з-під сонця»
- Галина Ткачук «Тринадцять історій у темряві» —  переможець[79]
- Ірина Цілик «МІСТОрія однієї дружби»

### Книга року BBC— 2017
До короткого списку у номінації «Книга року BBC — 2017», що відбирався з 16 видань, увійшли такі твори:
- Сергій Жадан «Інтернат»
- Олександр Ірванець «Харків. 1938»
- Катерина Калитко «Земля Загублених, або Маленькі страшні казки» —  переможець[82]
- Йван Козленко «Танжер»
- Андрій Курков «Шенгенська історія»
  - Євген Тарнавський (перекладач українською)*

До короткого списку у номінації «Дитяча Книга року BBC — 2017», що відбирався з-поміж 12 видань, увійшли такі твори:
- Соня Атлантова «Миші»
- Анна Коршунова «Комп і компанія» —  переможець[82]
- Анастасія Левкова «Старшокласниця. Першокурсниця»
- Олег Чаклун «Піраміда Синтії»

### Книга року BBC— 2018
У 2018 році керівництво конкурсу додало нову премію за найкращу «Книгу року BBC — Есеїстика». До короткого списку у номінації «Книга року BBC — 2018», що відбирався з 11 видань, увійшли такі твори:
- Ірина Агапєєва «Троянди за колючкою. Сповідь про жіночу тюрму»
- Юрій Андрухович «Коханці юстиції» —  переможець[85]
- Макс Кідрук «Де немає бога»
- Олег Коцарев «Люди в гніздах»
- Андрій Курков «Сірі бджоли»
  - Катерина Ісаєнко (перекладач українською)*

До короткого списку у номінації «Книга року BBC — Есеїстика-2018», що відбирався з-поміж 3 видань, увійшли три видання:
- Андрій Бондар. «Церебро» —  переможець[85]
- Вано Крюґер. «Коли я чую слово „культура“…»
- Артем Чапай. «The Ukraine»

До короткого списку у номінації «Дитяча Книга року BBC — 2018», що відбирався з-поміж 16 видань, увійшли такі твори:
- Андрій Бачинський. «Ватага веселих волоцюг»
- Сашко Дерманський. «Мері» —  переможець[85]
- Сергій Куцан. «Зюзя»
- Таня Малярчук. «Мох Nox»
- Анастасія Нікуліна. «Зграя»

### Книга року BBC— 2019
До короткого списку у номінації «Книга року BBC — 2019», що обирався з 24 видань, увійшли такі твори:
- Тамара Горіха Зерня. «Доця» —  переможець[88][89]
- Марина Гримич. «Клавка»
- Ілларіон Павлюк. «Танець недоумка»
  - Ростислав Мельників (перекладач українською)*
- Ксенія Фукс. «По той бік сонця»
- Артем Чех. «Район „Д“»

До короткого списку у номінації «Книга року ВВС — Есеїстика-2019», що відбирався з-поміж 8 видань, увійшли такі видання:
- Василь Махно. «Околиці та пограниччя»
- Костянтин Москалець. «Стежачи за текстом»
- Андрій Любка. «У пошуках варварів»
- Тарас Прохасько. «Так, але…» —  переможець[88]

До короткого списку у номінації «Дитяча Книга року BBC — 2019», що відбирався з-поміж 11 видань, увійшли такі твори:
- Володимир Арєнєв. «Сапієнси» —  переможець[88]
- Наталія Матолінець. «Академія Аматерасу»
- Оля Русіна. «Мія і місячне затемнення»
- Галина Ткачук. «Білка Квасоля та Опівнічний Пожирака»
- Таня Поставна. «Коли я була лисицею»

### Книга року BBC— 2020
До короткого списку у номінації «Книга року BBC — 2020», що обирався з 13 видань, увійшли такі твори:
- Софія Андрухович. «Амадока»
- Олесь Ільченко. «Порт Житана»
- Марія Матіос. «Букова земля»
- Ілларіон Павлюк. «Я бачу, вас цікавить пітьма»
  - Вікторія Стах (перекладач українською)*
- Сергій Сергійович Saigon. «Юпак» —  переможець[92]
  -       Вікторія Назаренко  —  співпереможець-перекладач українською[92][93]

До короткого списку у номінації «Книга року ВВС — Есеїстика-2020», що відбирався з-поміж 10 видань, увійшли такі видання:
- Наталя Гуменюк. «Загублений острів»
- Оксана Забужко. «Планета полин» —  переможець[92]
- Ольга Карі. «Рибка дядечки Завена»
- Віра Курико. «Вулиця причетних або Чернігівська справа Лук'яненка»
- Василь Махно. «Уздовж океану на ровері»

До короткого списку у номінації «Дитяча Книга року BBC — 2020», що відбирався з-поміж 11 видань, увійшли такі твори:
- Іван Андрусяк. «Морськосвинський детектив»
- Кирило Безкоровайний, «Дар'я Скрибченко. Моя подруга з темної матерії»
- Олеся Кешеля-Ісак. «Непосидючка, який любив бігати»
- Мирослав Лаюк. «Ківі Ківі»
- Уляна Чуба. «Мед і Паштет — фантастичні вітрогони» —  переможець[92]

### Книга року BBC— 2021
До короткого списку у номінації «Книга року BBC — 2021», що обирався з 16 видань, увійшли такі твори:
- Юрій Андрухович — «Padio ніч»
- Євгенія Кузнєцова — «Спитайте Мієчку»
- Ілля Макаренко — «Магнум»
- Сергій Осока — «Три лини для Марії» —  переможець «Читач року — 2021»[96]
- Артем Чех — «Хто ти такий?» —  переможець[96]

До короткого списку у номінації «Дитяча Книга року BBC — 2021», що обирався з 11 видань, увійшли такі твори:
- Володимир Аренєв — «Заклятий меч, або голос крові»
- Юрій Гайдай, Тетяна Гайдай — «Швидконіжка і дуже велосипедна пригода»
- Таня Поставна — «Листи з пошти на маяку»
- Катерина Штанко — «Вогняна казка»
- Петро Яценко — «Союз Радянських Речей» —  переможець[96]

До короткого списку у номінації «Книга року ВВС — Есеїстика-2021», що обирався з 12 видань, увійшли такі твори:
- Станіслав Асеєв — «Світлий шлях: історія одного концтабору»
- Володимир Діброва — «Свіжим оком: Шевченко для сучасного читача»
- Ольга Карі — «Компот із патисонів»
- Андрій Содомора — «Про що писати…» —  переможець[96]
- Олексій Сокирко — «Кулінарна мандрівка в Гетьманщину»

### Книга року BBC— 2022
У 2022 році премію «Читач року» не вручали, а переможці були оголошені не в прямому етері, а віртуально.
До короткого списку у номінації «Книга року BBC — 2022», що обирався з 14 видань, увійшли такі твори:
- Ірена Карпа — «Тільки нікому про це не кажи»
- Сергій Карюк — «Ферія. 13 андалуських днів і ночей»
- Марина Манченко  — «Гіркі апельсини»
- Галина Петросаняк — «Вілла Анемона»
- Андрій Сем'янків (MED Goblin) — «Танці з кістками» —  переможець[97]

До короткого списку у номінації «Дитяча Книга року ВВС — 2022», що обирався з 13 видань, увійшли такі твори:
- Андрій Бачинський — «Примари Чорної діброви» — переможець[97]
- Катерина Єгорушкіна — «Мої вимушені канікули»
- Інна Ковалишена — «Крута історія України. Від динозаврів до сьогодні»
- Грася Олійко — «Сукня для Марусі»
- Уляна Чуба — «Матуся-немовля, або жахливе чудо перед Різдвом»

До короткого списку у номінації «Книга року ВВС Есеїстика — 2022», що обирався з 11 видань, увійшли такі твори:
- Ярослав Грицак — «Подолати минуле: Глобальна історія України»
- Павло Казарін — «Дикий Захід Східної Європи» — переможець[97]
- Андрій Любка — «Щось зі мною не так»
- Ірина Магдиш — «Ар-нуво. Стилі українського мистецтва XX-го століття»
- Олена Шульга — «Наші. Інженерна історія України»

### Книга року BBC— 2023
До короткого списку у номінації «Книга року BBC — 2023», що обирався з 15 видань, увійшли такі твори:
- Олена Захарченко — «Тільки не гавкай»
- Олег Костюк — «Скорбота і безумство» (переклад з російської)*
  - Олександр Степанов (перекладач українською)*
- Євгенія Кузнєцова — «Драбина» —  переможець[103]
- Анастасія Левкова — «За Перекопом є земля»
- Сергій Сингаївський — «Дорога на Асмару»

До короткого списку у номінації «Дитяча Книга року BBC — 2023», що обирався з 12 видань, увійшли такі твори:
- Катерина Єгорушкіна — «Наш підліжковий космос»
- Юлія Мак — «Толіки. Про тих, хто перемотував касету олівцем»
- Іван Малкович — «Анна Ярославна: Київська князівна — королева Франції» —  переможець[103]
- Юліта Ран — «Дзеркало бажань»
- Галина Ткачук — «Блакитний записник»

До короткого списку у номінації «Книга року ВВС — Есеїстика-2023», що обирався з 13 видань, увійшли такі твори:
- Володимир Єрмоленко — «Ерос і Психея. Кохання і культура в Європі»
- Катерина Зарембо — «Схід українського сонця. Історії Донеччини та Луганщини початку XXI століття»
- Олександр Михед — «Позивний для Йова. Хроніки вторгнення»
- Ростислав Семків — «Пригоди української літератури (від романтизму до постмодернізму)» —  переможець[103]
- Ірина Славінська — «Повітряна й тривожна книжка»

### Книга року BBC— 2024
12 грудня в книгарні «Сенс» у Києві були оголошені імена переможців «Книга року BBC — 2024».
До короткого списку у номінації «Книга року BBC — 2024», що обирався з 15 видань, увійшли наступні твори:
- Павло Паштет Белянський — «Битись не можна відступити»
- Наталка Доляк — «Як її не любити»
- Юлія Ілюха — «Мої жінки / My women» —  переможець[105]
- Степан Процюк — «Пан. Роман про Євгена Чикаленка»
- Галина Тарасенко — «Колишнім не читати, або Як хитра Галя перестала хвилюватися і полюбила себе»

До короткого списку у номінації «Дитяча Книга року BBC — 2024», що обирався з 14 видань, увійшли такі твори:
- Анна Багряна — «Годинник Аріадни»
- Ганна Булгакова — «Кози з носа та інші копалини в мені»
- Марина Макущенко — «Таємне життя дивозвірів Марії Примаченко»
- Грася Олійко — «І ніякі це не вигадки!» —  переможець[105]
- Ростислав Попський — «Зірка шукає море»

До короткого списку у номінації «Книга року ВВС — Есеїстика-2024», що обирався з 11 видань, увійшли твори:
- Таня Касьян — «Наше. Спільне. Як зберегти в собі людину під час і після війни»
- Мирослав Лаюк — «Бахмут»
- Андрій Любка — «Війна з тильного боку»
- Максим Розенфельд — «Фасади. Харків»
- Юрій Рокецький — „«Всьо чотко!». Сергій Кузьмінський і «Брати Гадюкіни»“ —  переможець[105]

## Інциденти
У 2006 році розгорівся скандал через вилучення з короткого списку двох книг: книжку Юрія Андруховича «Диявол ховається в сирі» (нібито «за власним бажанням») та книжку Ігоря Каганця «Пшениця без куколю» (нібито «через присутність у книзі расизму»).
У 2011 році розгорівся скандал через заяви видавництва Фоліо про нелегітимність результатів конкурсу. Під час проведення Книги року BBC — 2011 стався інцидент між організаторами конкурсу та власником видавництва Фоліо Олександром Красовицьким. 23 грудня 2011 року він заявив, що вважає результати голосування журі премії «Книга року BBC — 2011» нелегітимними оскільки за його словами, опублікована на сайті BBC рецензія на книгу його видавництва «Одіссея» Євгена Положія була неправдивою й з тексту, нібито, було видно, що книгу не читали взагалі. Натомість авторка рецензії Ірина Славінська відкинула звинувачення у тому, що не читала книгу, і заявила що визнає, що в рецензії були неточності які були допущені через неуважність рецензентки: Своєю чергою у своїй офіційній заяві з приводу цього інциденту редакція видання «BBC Україна» ствердила, що опублікована рецензія була орієнтована на читачів й запевнила що ця рецензія ніяким чином не вплинула на вибір п'яти найкращих книжок і переможця.
У 2020 році розгорівся скандал навколо переможця рейтингу BBC книга року у номінації «художня література» російськомовного-в-оригіналі роману Юпак Сергія Сергійовича Saigona (перемогу здобув україномовний переклад зроблений Вікторією Назаренко). Зокрема, у інтерв'ю BBC Україна Saigon, коментуючи російськомовність своїх книжок, зробив суперечливі тези про те що «станом на сьогоднішній день він може писати книги виключно російською мовою», а також натякнув на вторинності сучасної української літератури, яку українці нібито не хочуть читати; такі заяви автора мали чималий розголос у грудні 2020 року в українському сегменті інтернету, де частина українських користувачів соцмереж засудила такі погляди Saigona.